# Sphagnum uruguayense
Sphagnum uruguayense är en bladmossart som beskrevs av H. Crum 2002. Sphagnum uruguayense ingår i släktet vitmossor, och familjen Sphagnaceae. Inga underarter finns listade i Catalogue of Life.